# In corpore sano
Ne doit pas être confondu avec Mens sana in corpore sano.
Singles de Konstrakta
Neam šamana
(2020) Mekano
(2022)
Chansons représentant la Serbie au Concours Eurovision de la chanson
Loco Loco
(2021) Samo mi se spava
(2023)
Clip vidéo
[vidéo] « In corpore sano », sur YouTube
In Corpore Sano (latin ecclésiastique : [iŋ ˈkorpore ˈsano], latin classique : [ɪŋ ˈkɔrpɔrɛ ˈsaːnoː] ; trad. « dans un corps sain ») est une chanson de la chanteuse serbe Konstrakta. Il est sorti le 11 février 2022 via PGP-RTS dans le cadre de son projet comprenant trois chansons, nommé Triptih. La chanson a été co-écrit par l'artiste elle-même et Milovan Bošković. La chanson a représenté la Serbie au Concours Eurovision de la chanson 2022 à Turin, en Italie, après avoir remporté le concours Pesma za Evroviziju '22 lors de la finale nationale de la Serbie.
Entrée dans le festival Pesma za Evroviziju '22 en tant qu'outsider pour promouvoir Triptih, Konstrakta a acquis une immense popularité après sa performance lors de la première demi-finale du concours. Sa chanson et sa performance avant-gardistes ont été qualifiées de satire, d'ironie ou de critique du système de santé serbe, des médias de masse, de la pandémie de COVID-19 et des normes de beauté ; et comment la totalité de ces facteurs détournent l'attention des problématiques de santé mentale. La performance elle-même a également été comparée aux œuvres de la performeuse serbe Marina Abramović.

## Arrière-plan
Konstrakta a participé au concours Pesma za Evroviziju '22 dans le but de promouvoir son projet de trois chansons Triptih (Triptych), dont In corpore sano fait partie, aux côtés de Nobl (Noble) et Mekano (Soft). Comme elle l'a évoqué, In corpore sano correspondait aux exigences du concours Pesma za Evroviziju '22, en ayant une durée de trois minutes. Ceci est la raison pour laquelle cette chanson a été choisie pour être présentée au concours. Elle a également révélé qu'elle n'avait pas elle-même postulé au concours.
Triptih est sorti le 28 février 2022. Il s'agit d'un clip vidéo de 12 minutes contenant les trois chansons. Son concept a été dirigé par Konstrakta elle-même, aux côtés d'Ana Rodić et de la réalisatrice Maja Uzelac. La vidéo et les chansons illustrent la vie moderne en Serbie, chacune à sa manière,.

## Composition
In corpore sano a été composé par Konstrakta et Milovan Bošković, avec des paroles écrites par la chanteuse elle-même.
Les paroles de la chanson commence avec un questionnement concernant le secret caché des cheveux sains de Meghan Markle et suggère « une hydratation profonde », avant de décrire sur un ton ironique divers symptômes médicaux, dont les symptômes rendent la peau et les cheveux moins conforme aux normes de beauté. Le refrain est ensuite chanté par l'artiste de manière hypnotique, en évoquant qu'une artiste féminine doit être en bonne santé (« Umetnica mora biti zdrava! (L'artiste doit être en bonne santé !) »). Le deuxième couplet prend un ton plus positif et décrit ses promenades avec son chien, tout en faisant confiance à son cœur et à son système nerveux autonome pour prendre soin de sa santé « par elle-même ». Il comporte d'autres paroles, dont « Bože zdravlja! » (trad. « Dieu donne la santé !), inspiré de la citation de Juvénal « Orandum est ut sit mens sana in corpore sano » (trad. « Vous devriez prier pour un esprit sain dans un corps sain ») de son œuvre Satire X. Le troisième couplet commence par la déclaration « Nemam knjižicu (Je n'ai pas d'assurance maladie) » faisant référence au fait que le système de santé serbe ne fournit pas de soins de santé gratuits aux artistes. L'outro, chanté en latin, dépeint un état d'esprit qui se détériore en remplaçant les adjectifs de la citation latine originale « Un esprit sain dans un corps sain » à « Esprit faible/âme triste/esprit désespéré/esprit effrayé dans un corps sain ». La chanson se termine brusquement par une question rhétorique « I šta ćemo sad? » (trad. « Donc que faisons-nous maintenant ? »).
Le passage In corpore sano de Triptih, ainsi que sa performance dans le concours Pesma za Evroviziju '22, mettait en vedette Konstrakta se lavant les mains de manière obsessionnelle dans une bassine d'eau savonneuse. Elle portait l'uniforme blanc d'infirmière, en lien direct avec l'univers de la santé. La performance a immédiatement attiré des comparaisons avec Marina Abramović et son œuvre Art Must Be Beautiful ..., initialement réalisée en 1975 à Copenhague, qui mettait en vedette Abramović se peignant les cheveux de manière répétitive et scandant « L'art doit être beau, l'artiste doit être beau »,. Dans une interview avec Jutarnji list, Konstrakta a révélé que la référence à Abramović était intentionnelle, mais placée dans un nouveau contexte.

« In corpore sano a beaucoup de contenu sous-jacents, mais elle porte la thématique générale de l'attitude envers la santé. Je ne peux pas tout couvrir, mais je distingue l'attitude qui va de « devoir » à « pouvoir ». D'une part, nous vivons dans une atmosphère [de peur] où la santé est représentée comme une valeur de la vie qui nécessite des dépenses énormes. On parle de la santé comme de quelque chose qui est entièrement sous notre contrôle, seulement si nous faisons ceci, achetons cela, suivons la nouvelle tendance, écoutons cela... Il faut être en bonne santé. C'est la pression qui nous laisse dans la peur. D'autre part, il est possible d'atteindre une attitude de bon sens dans laquelle la santé est sous notre contrôle dans une certaine mesure et dans laquelle, par conséquent, la maladie et finalement la mort sont acceptées avec moins de peur. Et le soutien systématique est minime, malheureusement, aussi bien dans le système de santé que dans le système éducatif. Les soins de santé deviennent de plus en plus inaccessibles et chers... Et ainsi de suite. »,

— Propos rapporté de Konstrakta, traduction libre
Initialement, la chanson était considérée comme un hommage à Miroslav Ničić, guitariste du groupe Zemlja gruva! dont Konstrakta était membre, qui n'avait pas d'assurance maladie et qui est malheureusement décédé par la suite d'une leucémie. Toutefois, Konstrakta a nié cela, en affirmant que la chanson a plusieurs significations autres que la santé, et qu'elle est ouverte à l'interprétation de tous,. Lorsque Informer lui a demandé d'expliquer la référence à Meghan Markle, elle a mystérieusement répondu qu'elle avait décidé de nommer Madame Markle parce que « les journaux disent qu'elle a de beaux cheveux... Encore plus beaux que les cheveux de Kate Middleton, ne nous mentons pas. Kate a de beaux chapeaux et Meghan a de beaux cheveux. Meghan s'est également exilée, et nous soutenons les exilés. ». Cela souligne la grande ironie et le sarcasme porté par Konstrakta à l'égard des codes de la beauté.
Le journal serbe Glossy a estimé que le titre In corpore sano fait référence à la pression que les femmes, en particulier les femmes artistes, subissent pour être belles. De plus, ils affirment que le sens irrévélé du premier couplet est l'autodiagnostic que les artistes sont obligés de faire, étant donné qu'ils n'ont pas d'assurance maladie, ce dont la classe supérieure de la société n'a pas à se soucier. Le lavage des mains et l'outro en latin sont expliqués comme une référence à la pandémie de COVID-19 et à la santé mentale. L'optimisme du deuxième couplet et la fin abrupte de la chanson suivie d'une question rhétorique ont montré un fort contraste, car l'artiste divaguait dans ses pensées et faisait confiance à Dieu pour sa santé. Tena Šarčević du portail croate Glazba.hr pense que la chanson parle d'artistes sous-payés, ce qui laisse une empreinte néfaste sur leur santé physique et mentale. Elle a également pensé que Konstrakta faisait la satire de l'ère numérique dans laquelle nous vivons en utilisant une voix truquée dans la chanson, et a expliqué la référence aux cheveux de Meghan Markle comme une critique de la superficialité des médias grand public. Oliver Rainbird de Wiwibloggs a lié la référence aux cheveux sains de Meghan Markle, le refrain et l'outro latin aux médias présumant que les artistes sont en bonne santé tant qu'ils ont l'air bien, tout en négligeant complètement leur santé mentale.
Le journal Buka a établi une comparaison entre les performances et les chants de Konstrakta et de Marina Abramović, déclarant que Konstrakta se lave les mains encore et encore tout en se demandant quel est le secret derrière une peau saine et de beaux cheveux, de la même manière qu'Abramović se peignait les cheveux encore et encore, pour se faire belle et pour que les gens prêtent attention à son art. Hrvoje Horvat de Večernji list pensait que le costume que portait Konstrakta pendant la performance représentait « l'infirmière des médias de masse », ironisant sur la culture de la santé et l'apparence désirable.. Rainbird a interprété le lavage des mains de Konstrakta comme l'effort constant qu'elle mettait en place pour rester en bonne santé, car en tant qu'artiste indépendante, elle ne peut pas se permettre de tomber malade, étant donné qu'elle n'a pas d'assurance maladie.

## Performances en direct

### Pesma za Evroviziju '22
Durant les deux demi-finales du concours, In corpore sano a participé à la première demi-finale avec 17 autres chansons. Dans chaque demi-finale, dix-huit chansons ont concouru et neuf qualifiés pour la finale ont été séléctionnés par une combinaison de votes d'un jury et du public serbe. In corpore sano a été choisi comme l'une des neuf chansons à concourir durant la finale.
La finale a eu lieu le 5 mars 2022 et comprenait les dix-huit chansons pour tendre à une qualification à l'Eurovision. La gagnante a été donc désignée par une combinaison des votes d'un jury (50 %) et du public serbe (50 %). In corpore sano a remporté à la fois le jury et le vote télévisé du public, triomphant durant la finale avec un maximum de 24 points.
Konstrakta a interprété In corpore sano lors d'une soirée de promotion Israel Calling Eurovision à Tel Aviv le 7 avril 2022, lui permettant de récolter des commentaires positifs. En raison de problèmes techniques, elle s'est produite seule sur scène et a utilisé des serviettes d'hôtel pour la représentation,,. Deux jours plus tard, elle a interprété la chanson dans le troisième épisode de la dixième saison de Zvijezde pjevaju, la version croate de Just the Two of Us, sur HRT 1,.

### À l'Eurovision
Selon les règles de l'Eurovision, toutes les nations à l'exception du pays hôte et des « Big Five » (France, Allemagne, Italie, Espagne et Royaume-Uni) doivent se qualifier dans l'une des deux demi-finales, afin de concourir pour la finale ; les dix premiers pays de chaque demi-finale accèdent à la finale. L'Union européenne de radiodiffusion (UER) a divisé les pays concurrents en six groupes différents en fonction des modèles de vote des concours précédents, les pays ayant des historiques de vote favorables étant placés dans le même groupe. Le 25 janvier 2022, un tirage au sort a eu lieu, qui a placé chaque pays dans l'une des deux demi-finales, ainsi que dans quelle partie du spectacle ils se produiraient, c'est-à-dire soit dans la première moitié de soirée, soit dans la deuxième moitié de soirée. La Serbie a été placée dans la deuxième demi-finale, qui se tiendra le 12 mai 2022 et qui passera à la 3e place dans la première moitié du spectacle.

## Critiques
Tena Šarčević de Glazba.hr a décrit la chanson comme un « chef-d'œuvre absolu », affirmant qu'elle « crie de puissants messages sociaux et politiques à tant de niveaux, tout en étant merveilleusement divertissante ». Hrvoje Horvat de Večernji list a souligné que la chanson était humoristique et camp, déclarant qu'il la préfère à l'entrée à l'Eurovision de sa Croatie natale Guilty Pleasure, portée par Mia Dimšić, et qu'il croit fortement au succès de la chanson à Turin. Écrivant pour Ravno Do Dna, Zoran Stajčić a décrit In corpore sano comme un « exemple exact de la façon dont la pop doit être pensée. Ce n'est pas une dégradation idiote, mais de l'intelligence et de l'originalité avant tout, tout en montrant la capacité de le façonner et de le présenter comme une idée intéressante ». Edo Plovanić de Muzika.hr exprimait que « c'est une bonne chose pour la musique régionale [ex-yougoslave] » que l'authenticité, l'inattendu et le désir de quelque chose de nouveau ait porté Konstrakta à la victoire. Jack Royston de Newsweek a qualifié la chanson de « pop bizarre ».
La chanson a également été saluée par d'autres musiciens, dont Bilja Krstić, Lena Kovačević, Jelena Tomašević et Bora Đorđević. Ce dernier l'a comparé aux travaux de Rambo Amadeus, en particulier à son entrée à l'Eurovision 2012 avec la chanson Euro Neuro. Marija Šerifović, la gagnante de l'Eurovision 2007, a fait l'éloge de Konstrakta sur Twitter. La musicienne croate Ida Prester, dans une interview avec Gloria, a fait l'éloge de la chanson et de l'artiste en la qualifiant d'excentrique et de cynique, tout en soulignant que Konstrakta représentait pour elle une femme génie. Sara Jo, dont la chanson Muškarčina (Manly Man) a terminé deuxième sur Pesma za Evroviziju '22, a fait l'éloge de Konstrakta en la qualifiant de « magique », de « synonyme d'authenticité », d'« inspiration, en rappellant à quel point il est beau d'être soi-même sans compromis ». Aca Lukas, dont la chanson Oskar a terminé cinquième du concours Pesma za Evroviziju '22, a déclaré qu'il n'aimait pas du tout la chanson et a émis l'hypothèse que s'il s'était « lavé les pieds [sur scène] », il aurait peut être gagné.
Un jour après sa victoire au concours Pesma za Evroviziju '22, la vidéo de la performance de Konstrakta lors de la première demi-finale a atteint la première place des charts YouTube dans toutes les anciennes républiques yougoslaves, à l'exception de la Slovénie, où elle a atteint la troisième place. En dehors de ces pays, le single a évolué dans neuf autres pays européens. Au cours des deux premiers jours, la vidéo a accumulé 3,5 millions de vues sur la plateforme. Finalement, il a atteint le numéro un des charts de tendances YouTube en Slovénie, en Autriche, en Suisse  et à Malte[réf. nécessaire].
La performance de Konstrakta a lancé une tendance sur TikTok, où les utilisateurs ont reproduit la partie de la chorégraphie qui accompagnait le refrain de la chanson,. Sur Genius, les paroles de la chanson ont atteint la deuxième place des classements hebdomadaires.
Dans la semaine du 19 mars 2022, In Corpore Sano a fait ses débuts au numéro du classement Billboard 's Croatia Songs, en perdurant deux semaines au sommet du classement,.

## Liste des pistes
- Téléchargement / diffusion numérique [38]

1. In Corpore Sano – 2:59

## Classement
| Classement (2022)         | Meilleure Position |
| ------------------------- | ------------------ |
| Croatie (Billboard)       | 1                  |
| Grèce (IFPI Greece)       | 80                 |
| Islande (Tonlistinn)      | 15                 |
| Lituanie (AGATA)          | 11                 |
| Pays-Bas (Single Top 100) | 19                 |
| Serbie (Radiomonitor)     | 7                  |
| Suède (Sverigetopplistan) | 63                 |

## Historique des versions
| Région | Date            | Format                               | Étiqueter | Ref.   |
| ------ | --------------- | ------------------------------------ | --------- | ------ |
| Divers | 11 février 2022 | - Téléchargement digital - Streaming | PGP-RTS   | [ 38 ] |